# Eupithecia dissors
Eupithecia dissors là một loài bướm đêm trong họ Geometridae.